# Sant Joan del Galí
Sant Joan del Galí és una església de Vic (Osona) protegida com a Bé Cultural d'Interès Local.

## Descripció
Edifici religiós. Capella de nau única amb la capçalera sense absis. Al mur nord de la nau hi ha una capella lateral adossada amb un campanar de torre que li fa d'espona, de planta quadrada, cobert a dues vessants i amb una finestra d'arc de mig punt a cada costat. El portal d'entrada és orientat a migdia. Als peus del temple s'hi obren finestres. L'interior és cobert amb volta quatripartita decorada amb blanc i gris. També hi ha una imatge de Sant Joan i alguna pintura al fresc en molt mal estat.

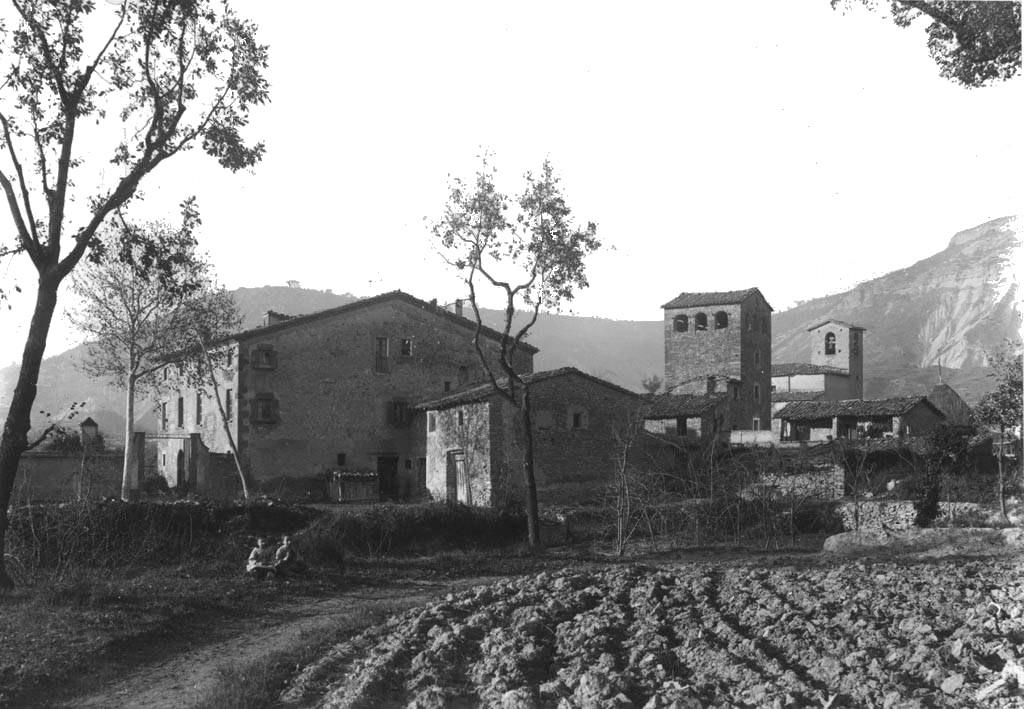
Sant Joan del Galí en una imatge d'entre 1910 i 1936

Al davant del portal d'entrada hi ha un sarcòfag esculpit amb baixos relleus amb elements florals i unes construccions de tipus defensiu que recorden mas Galí. Construïda amb pedra vista. L'estat de conservació és bo.

## Història
L'església de Sant Joan de Riuprimer, malgrat tenir els seus orígens al segle xi, no conserva cap element de l'antic temple romànic, ja que fou renovada vers el 1697.
L'església ja existia al 1003 i fou considerada independent dels segles XII al XIV, per unir-se més tard com a sufragània de Santa Eulàlia de Riuprimer. Fou l'església parroquial de la quadra de Sant Joan de Galí, políticament autònoma fins que al 1840 s'uní amb Sentfores.
Actualment els habitants de les rodalies de Sant Joan pertanyen a la parròquia de Sant Domènech de Vic. Aquí només s'hi celebra culte per Sant Joan.